# 鈴木葉
鈴木葉（日语：／，2006年3月21日—）是一名出生於日本靜岡縣掛川市的職業棒球選手，效力於日本職棒東京養樂多燕子，主要守備位置為捕手。

## 個人情報

### 背號
- 65（2024年－）

## 外部連結
- 鈴木葉在日本職棒（英语）